# تسشایتس-اوتویگ

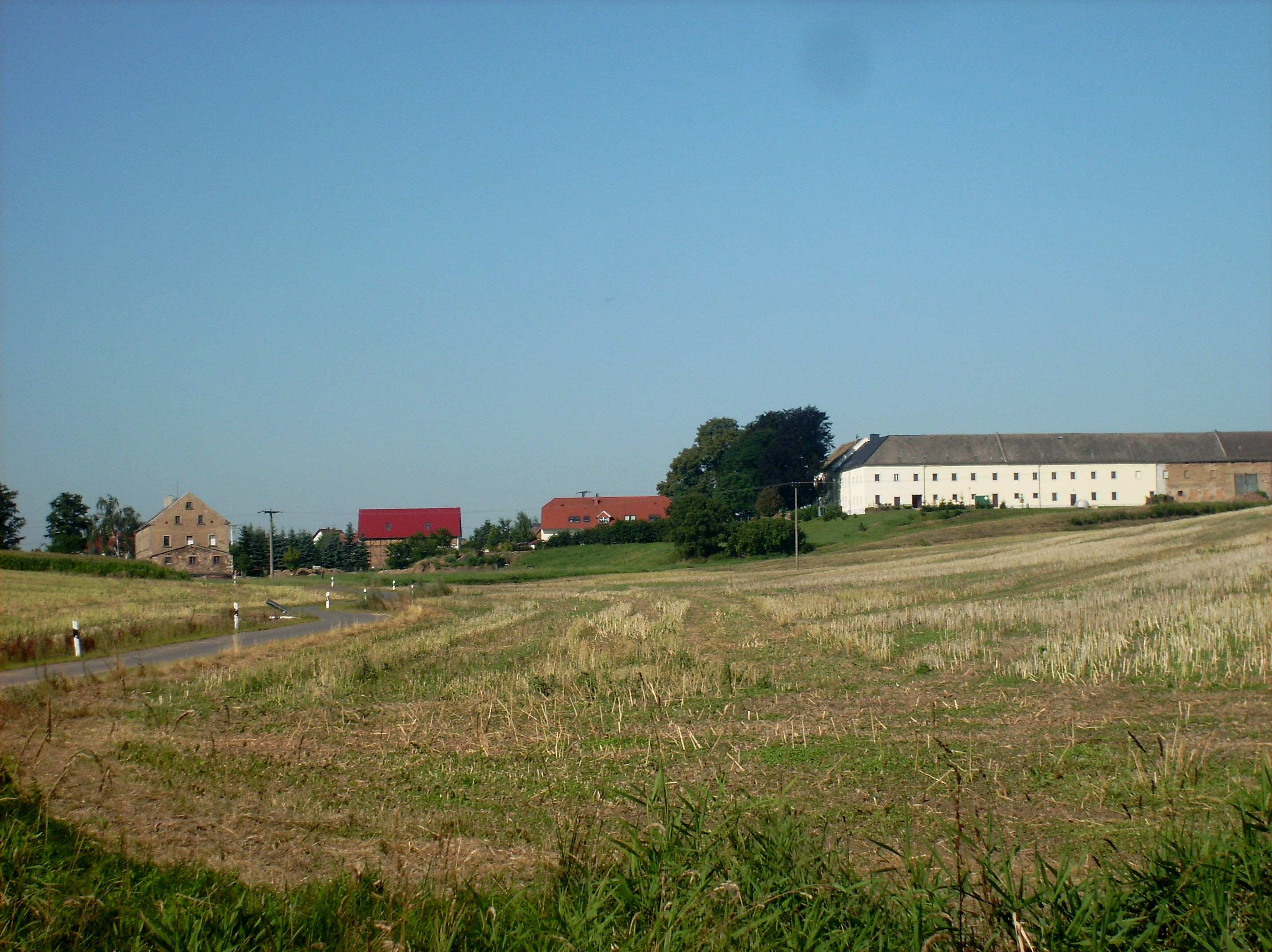
تصویری از شهر تسشایتس-اوتویگ

تسشایتس-اوتویگ (به آلمانی: Zschaitz-Ottewig) یک شهر در آلمان است که در میتل‌زاکسن واقع شده‌است. تسشایتس-اوتویگ ۱٬۴۵۵ نفر جمعیت دارد.